# Scopula scialophia
Scopula scialophia là một loài bướm đêm trong họ Geometridae.